# Marc Surer
Marc Surer, né le 18 septembre 1951 à Füllinsdorf, est un pilote automobile suisse qui a notamment participé au championnat du monde de Formule 1 de 1979 à 1986. Surer a disputé 82 Grands Prix, inscrit un total de 17 points et a réalisé 1 meilleur tour en course.

## Biographie
Marc Surer commence en sports mécaniques par le karting et devient champion de Suisse de la discipline en 1972. Il accède à la Formule 3 en 1976 et, dès l'année suivante, débute en Formule 2 grâce au soutien de BMW. En 1979, après trois saisons, il devient champion d'Europe sur March-BMW et fait ses débuts en Formule 1 chez Ensign. Il manque en deux occasion sa qualification mais dispute son premier Grand Prix de Formule 1 à Watkins Glen où il qualifie sa N179 en vingt-et-unième position avant d'abandonner. 
En 1980, Surer est recruté par l'écurie allemande de Gunther Schmidt ATS. Au volant de la D3, il se qualifie pour les deux premiers Grands Prix de la saison en Argentine et au Brésil (deux abandons), mais l'entrée en lice de la nouvelle D4 lui est plutôt défavorable. Il est victime d'un grave accident en Afrique du Sud et ne retrouve le chemin des circuits qu'à partir du Grand Prix de France. La D4 permet au pilote suisse de progresser en qualifications puisqu'il se classe désormais autour de la treizième place sur la grille, sans concrétiser en course. À partir des Pays-Bas, les résultats en qualifications déclinent, Surer échouant même au Canada. Mo Nunn, le patron d'Ensign qui a suivi le parcours de son protégé, le recrute à nouveau pour la saison suivante.
En 1981, au volant de la N180B, Marc Surer se qualifie pour l'ensemble des courses auxquelles il participe. Lors de la seconde épreuve de la saison, disputée sous la pluie battante de Jacarepagua au Brésil, il réalise le meilleur tour en course avant d'inscrire ses premiers points en Formule 1 en terminant quatrième d'une course stoppée aux bouts des deux heures réglementaires. Surer inscrit un point supplémentaire à Monaco où il termine sixième après une modeste qualification en dix-neuvième place sur la grille. 
Patrick Tambay décide alors de quitter la modeste écurie Theodore Racing de Teddy Yip pour Ligier. Yip et Mo Nunn sont de grands amis : Yip a injecté des fonds dans l'écurie Ensign quand elle était au plus mal en 1974, un an après sa montée en Formule 1 et financé l'Ensign de Formule 5000, pilotée par Tambay, en 1977. Ainsi, pour pallier le départ du pilote français, Mo Nunn se sent obligé de lui prêter Surer. La fin de saison chez Theodore est plus terne pour Surer qui, peu aidé par de piètres pneumatiques Avon, retrouve le fond de grille et manque sa qualification en Italie. Il parvient tout de même à amener sa TY01 recevoir quelques places d'honneur, notamment à Zandvoort où il termine huitième puis au Canada où il obtient une méritoire neuvième place finale.
En 1982, Surer quitte Theodore, qui vient de faire faillite et se retire du championnat du monde, et obtient un volant chez Arrows. Victime d'un accident en essais privés avant le début de saison, il ne prend part à son premier Grand Prix qu'en Belgique sur le circuit de Zolder où, au volant de l'A4, il se qualifie en fond de grille pour atteindre la septième place finale. Toutes les courses de la saison se déroulent sur le même schéma : qualification en fond de grille puis remontée jusqu'à la porte des points. Il parvient toutefois à obtenir une cinquième place au Canada puis une sixième à Hockenheim en Allemagne. Après son retour au Grand Prix de Belgique à Zolder, il est approché par Daniele Audetto qui lui demande s'il peut se libérer de son contrat avec Arrows pour remplacer Gilles Villeneuve, mort lors des essais. Son contrat ne pouvant pas être dénoncé, le volant est confié à Patrick Tambay.
En 1983, Surer fait un passage éclair chez Brabham avant de retourner chez Arrows qui engage sa nouvelle A6, l'A5 ayant été une catastrophe. La saison 1983 est un véritable chemin de croix. Faute de sponsor, l'A6 est entièrement immaculée au Brésil et la motorisation Cosworth est mise en difficulté par les nouveaux moteurs turbocompressés. Les pilotes Thierry Boutsen, Chico Serra puis Surer font leur possible pour se tirer honnêtement des qualifications mais seul le Suisse obtient quelques petits points au fil de la saison : il est dans les points à Long Beach (cinquième) puis à Rio et Imola (sixième). Bien que ses résultats impressionnent dans le paddock, Surer ne réussit pas à obtenir un nouveau volant et poursuit avec Arrows la saison suivante.
Début 1984, Surer surnage au volant de l'A6 à moteur atmosphérique de la saison précédente. Il se classe ainsi septième, neuvième et huitième des trois premières épreuves de l'année. Le retour en Europe se solde alors par une série de mauvais résultats puisqu'il abandonne à dix reprises et manque sa qualification à Monaco. Le bilan de l'année est maigre, Surer reçoit le drapeau à damiers à seulement cinq reprises, la nouvelle A7 à moteur turbo BMW engagée à la mi-saison lui permettant de sauver l'honneur en Autriche où il récolte le point de la sixième place.

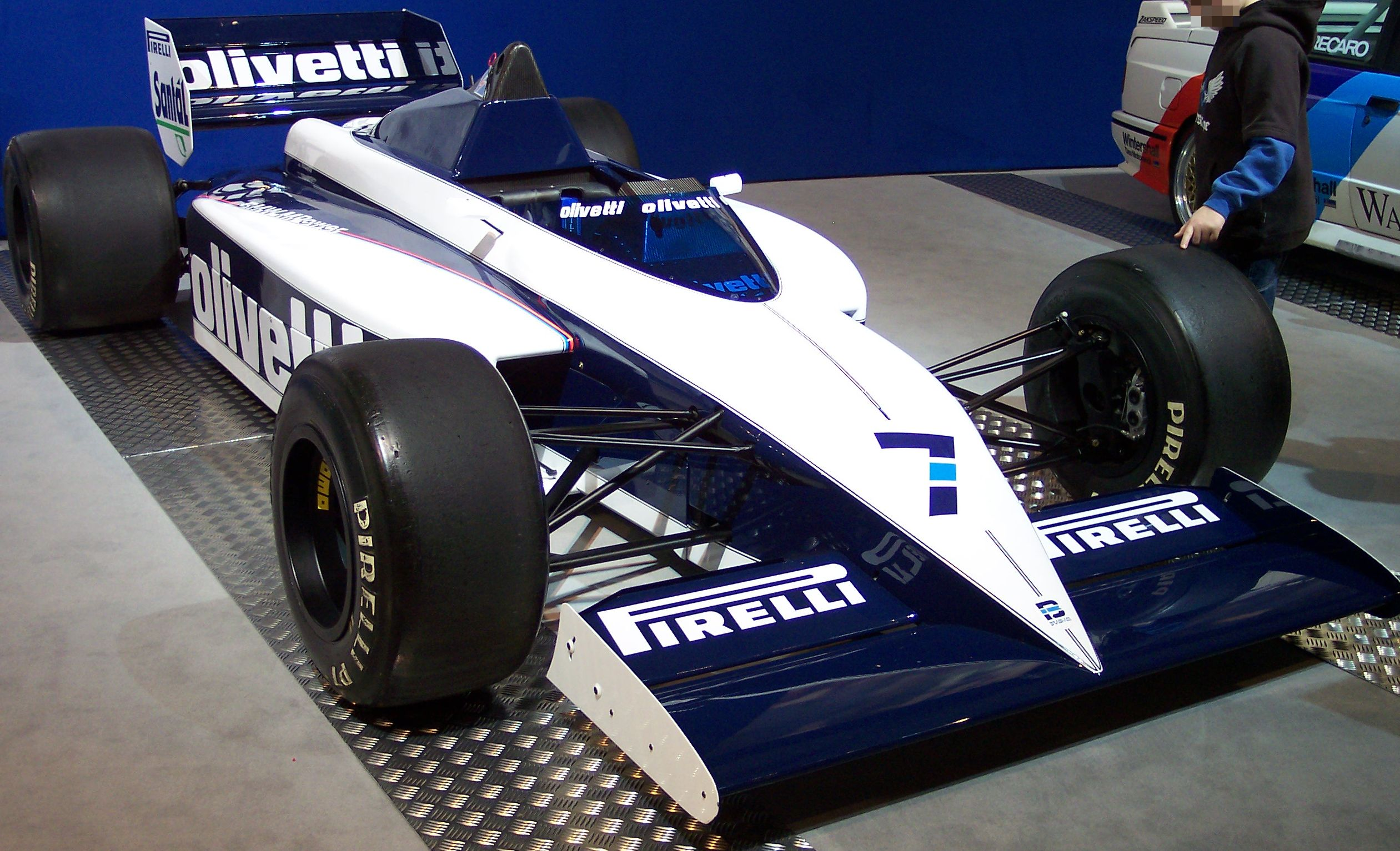
Brabham BT54 de la saison 1985

Décidé à quitter Arrows, Surer échoue toutefois à nouveau dans la conquête d'un nouveau volant. Si le début de saison 1985 se déroule sans lui, la semaine suivant le Grand Prix de Monaco, lors d'essais privés au Paul Ricard, le pilote français François Hesnault sort violemment de la piste et s'écrase contre les glissières de sécurité. Hesnault, prisonnier d'un amas de tôles et très choqué décide de cesser sa carrière en Formule 1 ; Bernie Ecclestone contacte Surer qui connaît bien la motorisation BMW turbocompressée pour l'avoir expérimentée chez Arrows pour lui confier le volant de sa Brabham BT54 à moteur BMW turbocompressé. Surer se met rapidement en valeur en inscrivant son premier point pour Brabham au bout de son quatrième Grand Prix (sixième à Silverstone). Il récidive à Zeltweg puis égale son meilleur résultat en Formule 1 en terminant quatrième en Italie. La fin de saison est même frustrante pour le Suisse contraint à l'abandon au Grand Prix d'Europe alors qu'il était second et en Australie alors qu'il occupait la troisième place. Toutefois, il s'illustre en Sport-prototypes en remportant les 1 000 kilomètres de Monza sur Porsche 962 et les 24 heures de Spa-Francorchamps sur BMW 635 CSI en compagnie de Gerhard Berger, son remplaçant chez Arrows. 
En 1986, Brabham recrute Elio De Angelis, remplacé par Derek Warwick après son décès en essais privés, et Riccardo Patrese, Surer faisant son retour chez Arrows. La saison, au volant de l'A8-BMW de la saison précédente, commence par des qualifications en fond de grille et deux abandons. Puis Surer termine les trois épreuves suivantes à la neuvième place avant de quitter le monde des Grands Prix. En effet, lors du rallye d'Essen qu'il dispute en amateur avec Michel Wyder au volant d'une Ford Escort RS200 de Groupe B, il est victime d'une sévère sortie de route et percute plusieurs arbres. La voiture, littéralement coupée en deux s'embrase, Wyder décède tandis que Surer, sérieusement brûlé, doit mettre un terme à sa carrière et est remplacé chez Arrows par Christian Danner en provenance d'Osella qui inscrit le seul point d'une saison catastrophique.
Marc Surer n'a pas pour autant coupé tous ses liens avec la compétition automobile puisqu'il est, dans les années 1990, à la tête du programme BMW en DTM. Il dirige une école de pilotage et est commentateur sportif sur une chaîne de télévision suisse.
Marc Surer a été marié à la pilote de course automobile suisse et présentatrice de télévision Christina Surer de 1997 à 2000.

## Résultats en championnat du monde de Formule 1
| Saison | Écurie                             | Châssis    | Moteur                           | Pneus         | GP disputés | Points inscrits | Classement |
| ------ | ---------------------------------- | ---------- | -------------------------------- | ------------- | ----------- | --------------- | ---------- |
| 1979   | Team Ensign                        | N179       | Cosworth V8                      | Goodyear      | 1           | 0               | n.c.       |
| 1980   | Team ATS                           | D3 D4      | Cosworth V8                      | Goodyear      | 9           | 3               | n.c.       |
| 1981   | Ensign Racing Theodore Racing Team | N180B TY01 | Cosworth V8 Cosworth V8          | Michelin Avon | 13          | 4               | 16e        |
| 1982   | Arrows Racing Team                 | A4 A5      | Cosworth V8                      | Pirelli       | 12          | 3               | 20e        |
| 1983   | Arrows Racing Team                 | A6         | Cosworth V8                      | Goodyear      | 15          | 4               | 15e        |
| 1984   | Barclay Nordica Arrows BMW         | A6 A7      | Cosworth V8 BMW 4 en ligne turbo | Goodyear      | 15          | 1               | 20e        |
| 1985   | Motor Racing Developments Ltd      | BT54       | BMW 4 en ligne turbo             | Pirelli       | 12          | 5               | 13e        |
| 1986   | Barclay Arrows BMW                 | A8         | BMW 4 en ligne turbo             | Goodyear      | 5           | 0               | n.c.       |

## Résultats aux 24 heures du Mans
| Année | Écurie            | Châssis   | Coéquipiers                     | Catégories           | Tours | Classement |
| ----- | ----------------- | --------- | ------------------------------- | -------------------- | ----- | ---------- |
| 1978  | Francy Sauber AG  | Sauber C5 | Eugen Straehl Harry Blumer      | Groupe IV - 2 Litres | 257   | non classé |
| 1981  | Wurth Team Sauber | BMW M1    | David Deacon Dieter Quester     | Groupe 5             | 207   | Abandon    |
| 1982  | Ford Werke AG     | Ford C100 | Klaus Ludwig Manfred Winkelhock | Groupe C             | 67    | Abandon    |

## Récompenses
- BP Racing Trophy en 1977 (le piston doré de la presse spécialisée suisse)[2].